# İmanlı
İmanlı è un comune dell'Azerbaigian situato nel distretto di Masallı. Conta una popolazione di 156 abitanti.